# Лазы (город)

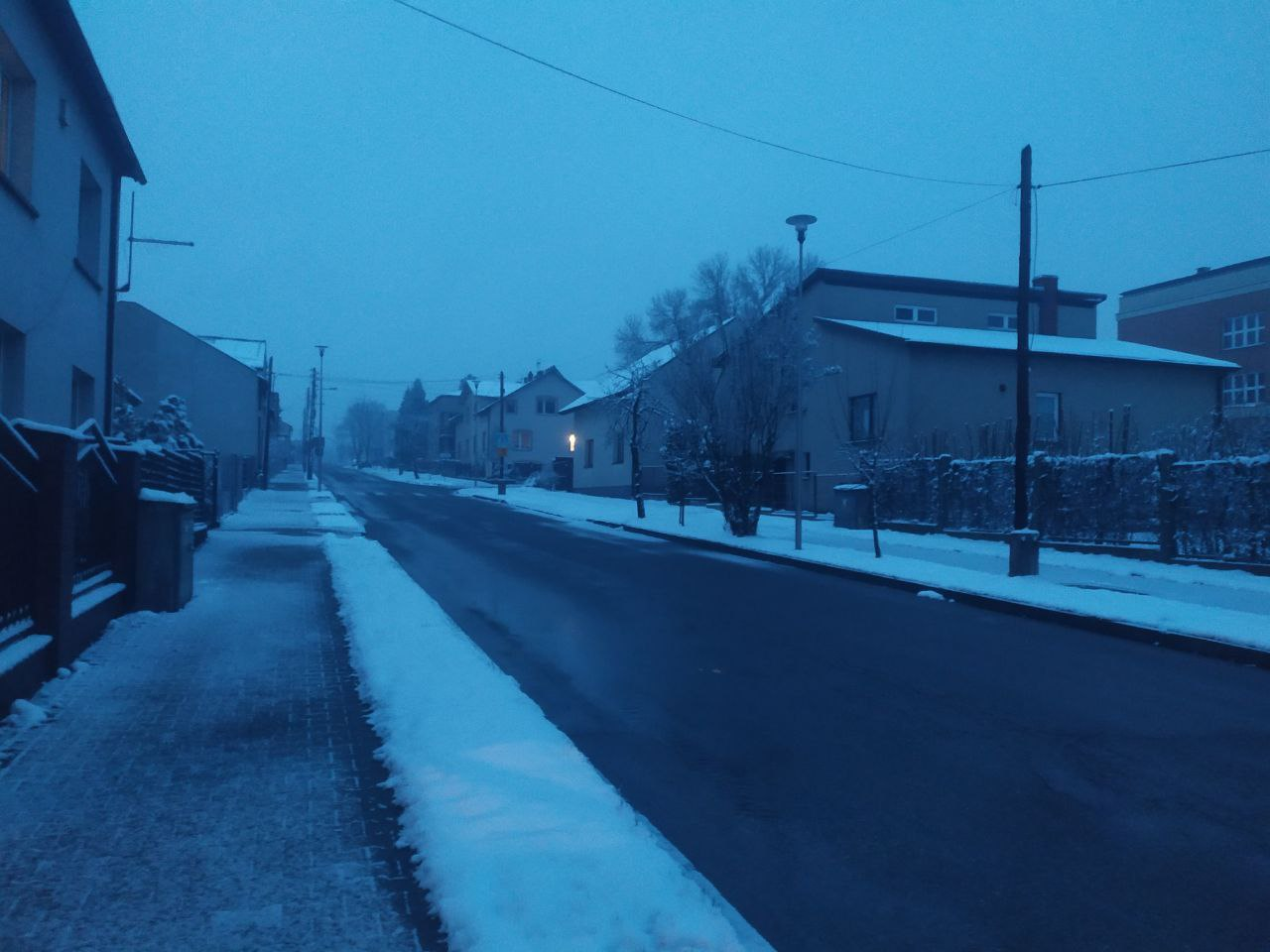

Лазы (Польша) (пол. Łazy) — город в Польше, входит в Силезское воеводство, Заверценский повят. Занимает площадь 8,75 км². Население — 7242 человека (на 2004 год).